# Ahamo
ahamo（アハモ）は、NTTドコモが2021年3月26日に導入した携帯電話の廉価版料金プランの名称で同社の登録商標（第6397720号ほか）である。

## 概要
NTTドコモが、20歳代を中心としたデジタルネイティブ世代に向けて、2020年12月3日に発表したプランである。従来のドコモのプランとは完全に分離され、ドコモショップなど実店舗での申し込みは受け付けず、専用ドメインのウェブサイトや専用アプリからの受け付けのみとしている。また、法人契約もできない。
名称は、「未知の物事を瞬時に理解すること」を意味する「アハモーメント」、「なるほど」という相づちの英語表現の「Aha」、「楽しい時にアハハと笑う」の時の感嘆詞としての「アハ」が由来となっているという。
CMキャラクターは森七菜と神尾楓珠で、CMソングはYOASOBIの「三原色」。

## 導入への経緯
ドコモと同じく大手移動体通信事業者（MNO）であるKDDI・沖縄セルラー電話 とソフトバンクは、2014年からメインブランドとは別に、それぞれUQ mobile、Y!mobileというサブブランドを導入している一方、2019年から携帯電話事業者として新規参入した楽天モバイルを除けば、ドコモだけがサブブランドを導入していなかった。
サブブランドがないドコモは、KDDIやソフトバンクのメインブランドと同様、長時間通話や大容量のデータ通信を利用する顧客向けの展開が中心で、2019年6月に段階料金の「ギガライト」を導入するもライトユーザー向けのプラン（特にドコモ回線を利用するMVNOのプランが少なく割高になる月10～20GB程度の中容量のプラン）が手薄だった事からMVNOを含めたドコモ回線の契約数に影響を及ぼし、2020年3月期の営業利益で大手3社の中で最下位に転落していた。
2020年4月に大手インターネット通販会社の楽天（楽天モバイル）が自社エリア内であれば、データ容量の上限なしで月額2,980円という低価格でMNOに参入。更に同年9月には大手携帯電話会社に携帯電話の月額料金値下げを強く要求する菅義偉内閣が発足し、ドコモ、KDDI、ソフトバンクの大手3キャリアは要求に応える必要を迫られKDDI・沖縄セルラー電話とソフトバンクは10月28日、サブブランドであるUQ mobileとY!mobileで、20GBで月額4,000円前後というプランをそれぞれ発表した。他の2キャリアよりも1か月以上後の発表となったドコモは、サブブランドとしてではなく、あくまでメインブランドとしての位置づけで「ahamo」というプランを発表した。しかしながら、ドコモ既存プランから完全に分離されており、実態としてはサブブランドに近い。
2023年7月1日からはNTTドコモが行っている光コラボレーションサービス「ドコモ光」のahamo版となる「ahamo光」のサービスを開始することを同年6月20日に発表した。

## 料金
- 月額2,700円（消費税・ユニバーサルサービス料金・電話リレーサービス料金別）[10]。
- 大盛りオプションは月額1,800円、かけ放題オプションは月額1,000円。ポイ活は大盛りオプションとは別に月額2,000円。
  - 日本および海外82か国・地域での30GBのデータ通信が可能、1回5分以内の国内通話料無料。
  - 日本国内ではデータ通信量が30GBを超過すると、通信速度が最大1Mbpsに制限される。なお、1GBあたり500円（税抜）でデータ容量の追加が可能。また、「かけ放題オプション」（月額税抜1,000円）への加入で、国内通話が時間無制限で無料。
  - 海外では15日間以上の使用を超過すると、最大128kbpsに制限される。解除には日本に帰国しデータ通信を行う必要がある。（データ量を追加購入しても速度制限は解除されない）
  - 2021年9月1日からahamo回線の料金支払い方法として、dカードを設定している利用者に対して、毎月1～5GBのボーナスパケットを無料で追加する[11]。
  - 当初は2,980円（税別）での料金プランを発表していたが、2021年3月1日に280円引き下げることを発表した[12]。なお、ahamoの発表後に格安プランを発表したKDDI（povo）とソフトバンク（LINEMO）では1回5分以内の国内通話料無料分（500円）を省いたプラン（月額2,480円）を提供することを発表しているが、NTTドコモ社長の井伊基之は朝日新聞とのインタビューにおいて、通話無料分のオプション化や料金の値下げといった、他社への追随は行わない方針を明らかにしていた[13]。
  - 新型コロナウイルスの影響によるデータ使用量増加の現状を踏まえて、2022年6月9日から別途月額1,980円（税込）で提供予定の「大盛りオプション」（80GB）を組み合わせる形で4,950円（税込）で合計100GBのデータ通信が使用可能となる「ahamo大盛り」のサービスを開始することを同年3月23日に発表した[14][15][16]。小容量プランの提供については既にNTTドコモにおいてギガライトを提供していることに加え、NTTコミュニケーションズ[17]やフリービット[18]と提携し、ドコモショップにおいて、エコノミーMVNOのサービスも行っていることから、この時点では提供する考えはないとしている[19][20]。
  - 2024年10月1日からahamoの解約率が高いことや近年のデータ使用量の増加を踏まえて、料金据え置きで利用可能データ量を通常プランは30GB、ahamo 大盛りとahamo ポイ活は110GBにそれぞれ引き上げることを同年9月12日に発表した[21]。

## サービスエリア
- 国内では、ドコモの4G（Xi / PREMIUM 4G）・5Gエリア。なお、FOMA（3G）エリアでは利用できない。海外では82か国・地域に限定。5Gでの海外ローミングサービスは2022年7月15日から一部の国と地域で順次開始している[22]。

## 対応機種
- 2021年3月1日の時点で93機種（iPhone21機種・Android72機種）に対応させることを発表した[23][24][25]。また、同年3月22日にNTTドコモ以外の携帯電話事業者主要5社（ソフトバンク・UQ mobile・Y!mobile・au・楽天モバイル）が販売しているAndroidスマートフォンの動作確認リストを公開している[26][27]。
- オススメ機種としてiPhone 11、Galaxy S20 5G SC-51A、Xperia 1 II SO-51Aの3機種をラインアップし、ahamoの専用サイトにてサービス開始日より発売した[28]。なお、2021年6月29日までは同サイトでの機種変更の手続きが出来ず、ドコモのオンラインショップにて機種を購入する必要があったが、同年6月30日からahamoの専用サイトにて機種変更の手続きが出来るようになった[29]。基本的には新しい端末でSIMを入れ替えることにより機種変更が可能。
- SIMロック端末についてはNTTドコモの機種に限り、解除の手続きを行わずに利用可能としている[30]。
- eSIMについて、NTTドコモ社長の井伊基之は2021年1月14日に行われた複数の報道機関とのインタビューにおいて、「（本人確認などの）セキュリティの問題がある」としながらも対応させる方向で調整していることを明らかにしていた[31]。その後、同年9月8日にiPhoneやiPadなどの一部機種において導入することを同月1日に発表した[32]。ahamoのeSIMでは、契約後すぐの開通も可能。

## 申し込み方法
- 2021年3月以降に、専用ドメインのウェブサイト( https://www.ahamo.com/ )や専用アプリからの受け付けのみ。ドコモショップなど実店舗からは申し込めない。
- 対象者は、20歳以上でdアカウント所有者で本人名義のみ。なお、2020年12月3日時点では、システム改修が完了する2021年5月までは番号ポータビリティ（MNP）の手続きも必要になると発表していたが、12月18日には、システム改修が当初の想定よりも早く進められるめどがたったことから、3月のサービス開始時からMNPが不要になると発表された[33]。
- 当初はドコモ既存プランからの移行時にはドコモでの契約期間はリセットされると発表していたが、後に契約期間についてはahamoにプラン変更しても引き継ぐことを2021年2月5日に発表した[1]。なお、ahamoへのプラン変更時の手数料は無料である。
- ドコモ以外からの乗り換えの場合には、dポイントでの還元が行われている。

## 利用できないドコモのサービス
- ドコモメールおよびiモードメール（キャリアメール）
  - なお、ドコモ既存契約者に関してはオプション契約扱いでahamo変更後もドコモメールが利用できる「ドコモメール持ち運び」を2021年12月16日から開始することを同月15日に発表した[34]。
- 留守番電話・転送サービス[30]
- WORLD WING（従来のプランでの国際ローミング。前述の通り、ahamoでは異なるプランでの提供となる）
- ドコモショップ（店頭窓口）
  - なお、2021年4月22日から申し込みと各種手続き時における店頭サポートを有料（3,300円（税込））で開始した。また、緊急時における通信環境確保の観点から携帯端末の修理受付（無料）もドコモショップにて同日から開始した[35][36]。
- ドコモインフォメーションセンター（電話窓口）
- ファミリー割引・ドコモ光セット割・子育てサポート割引など、従来のプランにおける各種割引
  - 当初は従来のプランにおける割引グループへの組み込みも対象外であったが、2021年1月14日にファミリー割引およびドコモ光セット割に関する提供条件が更新され、割引は引き続き対象外としつつ、グループ回線数やペア回線のカウント対象とすることで、従来のプランを継続するグループ内回線への影響がなくなった。
    - ファミリー割引グループへの組み込みが可能となった[10][37]。みんなドコモ割のカウントにおいてahamo回線も含んだ回線数での計算が行われることとなり（ahamo回線は割引対象外）、また、グループ内無料通話の対象（グループ回線からのahamo契約回線への発信のみ）となった。
    - ドコモ光のペア回線設定が可能となった[10][37]。

### 以前は利用できなかったサービス
- ワンナンバーサービス（1つの電話番号を、Apple Watchなどと共有する通話通信のサービス）[31]。2022年6月29日からahamoでもオプション扱いで利用できるようになった[38]。
- データプラス。2023年10月12日からahamoでもオプション扱いで利用できるようになった[39]。
  - 大盛りオプション利用時はデータプラス回線で利用可能なデータ容量は30GBとなる[39]。

## 反響

### 政界の反応
- 総務大臣の武田良太は2020年12月4日の記者会見において、ahamoについて言及し、「料金プランは、あくまでも事業者の経営判断に基づくもの」と前置きした上で「実に6割強の値下げ、平成18年度からは70％を超える値下げに踏み切った。公正な市場に競争を導く大きなきっかけになると期待している」とNTTドコモの動きを評価した[40]。
- 内閣総理大臣の菅義偉は2020年12月4日の記者会見において、ahamoについて言及し、「大手のうちの1社が大容量プランについて20GBで2980円という料金プランをメインブランドの中で実現」と表現し、「本格的な競争に向けてひとつの節目を迎えたと思う」と述べた[41]。

### 携帯業界の動き

#### KDDI
- KDDIは2020年12月9日にauの新サービスに関する発表会を行ったが、この時点ではドコモへの対抗プランの提示は行わなかった。KDDI副社長の東海林崇は「NTTドコモ全体のサービス設計が分かっていないので詳細なコメントはできない」と答えた上でauとUQ mobile、近日提供を予定しているオンライン特化型のMVNO「KDDI Digital Life」といった、複数ブランドによる対抗策を検討していることを明らかにしていた[42]。
- その後、2021年1月13日にahamoやSoftBank on LINE（当時）よりも500円（税別）安い新ブランド「povo」を発表[注釈 3]。同年3月からauがサービスを直接提供することを明らかにした[43][44]。

#### ソフトバンク
- ソフトバンクは傘下のMVNO会社であるLINEモバイルを吸収合併した上でahamoと同水準[注釈 4] となる新ブランド「SoftBank on LINE」を2021年3月からサービス提供することを2020年12月22日に発表した[45][46]。なお、2021年2月18日に「SoftBank on LINE」の名称を「LINEMO」に変更し、正式なサービス開始日を同年3月17日と発表。また、当初の発表では含まれていた5分間の無料通話をオプション化することで、月額料金を500円引き下げ、KDDIのpovoと同じ料金とした[47]。

#### 楽天モバイル
- 楽天モバイルは2019年10月の携帯電話事業参入後、先着300万人に1年間基本使用料無料のキャンペーンを展開し、キャンペーン後は全ユーザーに、ahamoと同じ月額2,980円（税別）でサービスを展開する予定だったが[注釈 5]、ahamoを始めとする大手3キャリアによる新プラン導入を受け、戦略の変更を迫られていた[48]。
- その後、2021年1月29日に新料金プランの発表を行い、1か月間のデータ使用量に応じて、1GB以下の場合は無料[注釈 6]、3GB以下は980円（税別）、20GB以下は1980円（税別）、20GBを超過すると2980円（税別）になる4段階の自動変動制を採用することを明らかにした[49]。

#### MVNO
- 日本通信は当初ドコモと同日（2020年12月3日）にahamoと同水準となる新プランの発表を行う予定であったが、ドコモ新プラン発表の報道を受けて、急遽新プランの発表を取り止めた上で内容の練り直しに迫られた。その後、翌日（12月4日）に16GB（2021年2月18日から20GBに増量[注釈 7]）で1980円（税別）となる対抗プランを改めて発表した[50][51][52]。
- この他にもオプテージ[注釈 8] が展開している「mineo」やUSEN-NEXT HOLDINGSとヤマダホールディングスの合弁会社が展開している「y.umobile」でも料金プランの引き下げを行うなど、MVNO同士での対抗策合戦による消耗が激しくなっている[53][54]。

### 契約数
- 2021年1月14日、NTTドコモ社長の井伊基之は複数の報道機関とのインタビューに応え、ahamoの発表から約1か月後の2021年1月11日までの間に55万人がahamoの先行エントリー（事前申し込み）を行ったことや2020年12月単月の実績でMNP利用による他社への流出が減少し、増加に転じたことを明らかにした[5][55]。MNPでドコモの契約数が増加したのは2009年以来、約12年ぶりである[55]。同年2月5日に行われた同社の決算発表において、同日時点での事前申し込みが100万人に達したことを発表した[56][57]。
- なお、現在ドコモを使用しているユーザーがahamoへ移行するかどうかの意識調査では33.8％の人が移行予定、検討中の41.6％を含めると75.4％の人が移行に前向きという調査結果がある[58]。2021年2月5日の決算発表でもahamo事前申し込みの比率として、他社からのMNPよりも既存ドコモユーザーからのプラン移行の方が若干多いことを井伊が明らかにしている[57]。
- 2021年5月12日、NTTドコモは本サービスの契約件数が100万件に達し、年代別では30代以下がその内の過半数超を占めていることを発表した[59]。
- 2021年11月10日、NTTドコモは同日行われた決算説明会の中で契約数が既に200万件を突破したことを明らかにした[60]。